# Kim Sung-kil
Kim Sung-kil (* 8. Juli 1983) ist ein südkoreanischer Fußballspieler.

## Karriere
Kim begann seine Profilaufbahn bei Ōita Trinita in Japan, kehrte aber Mitte 2003 nach Korea zurück und schloss sich dem K-League-Team Ulsan Hyundai Horang-i an, ohne in Japan ein Ligaspiel bestritten zu haben. 2004 und 2005 leistete er seinen Wehrdienst ab und spielte in dieser Zeit für das Militärteam Gwangju Sangmu. Anschließend spielte er von 2006 bis 2009 für Gyeongnam FC weiterhin in der K-League, bevor er etwa anderthalb Jahre lang für Busan Transportation Corporation FC in der Korea National League spielte. Anfang 2011 wechselte Kim für die letzten Saisonspiele nach Australien in die A-League zu Gold Coast United, wo er einen Kurzzeitvertrag als Ersatz für den verletzten Robson erhielt. Kim konnte sich bei Gold Coast allerdings nicht für ein längerfristiges Engagement empfehlen und kam nur zu einem 45-minütigen Einsatz gegen Melbourne Victory.